# Sérgio de Carvalho
Sérgio Magalhães de Carvalho (Rio de Janeiro, 3 de outubro de 1949 - Rio de Janeiro, 26 de janeiro de 2019) foi um produtor musical brasileiro. Sua atuação na indústria fonográfica (ora como produtor musical, ora como diretor artístico) gerou participação direta na vendagem de mais de 38 milhões de discos, totalizando 86 discos de ouro, 29 discos de platina, 20 discos de platina duplo, 12 discos de platina triplo, 2 discos de diamante, 1 disco de diamante duplo e 1 disco de diamante triplo. Dentre esses trabalhos, destaca-se o disco João Voz e Violão, de João Gilberto, que recebeu um Grammy na categoria "Best World Music Album" na 43ª edição da Academia Norte Americana, realizada em 2001. Individualmente, foi indicado ao Grammy Latino de melhor produtor por seu trabalho em “Claudinho & Buchecha Ao Vivo” (1999).

## Carreira musical
Sérgio já produziu discos de diversos artistas no cenário da música popular brasileira, tais como Chico Buarque, Caetano Veloso, Milton Nascimento e Raul Seixas, entre outros.Em 1975, produziu 2 faixas do projeto solo de Mick Jagger.Em 1976, ao lado do irmão Dadi  Mu Carvalho e Armandinho, Gustavo e Ary Dias fundaram o grupo A Cor do SomEntre 1981 e 1994 dirigiu os especiais de Roberto Carlos e o aclamado Chico e Caetano,apresentado pelos cantores. Como produtor trabalhou na Philips(1972-1981) e na CBS (1981-1989) e foi diretor artistico da BMG (1994-1997)

### 1972 a 1981 - PolyGram

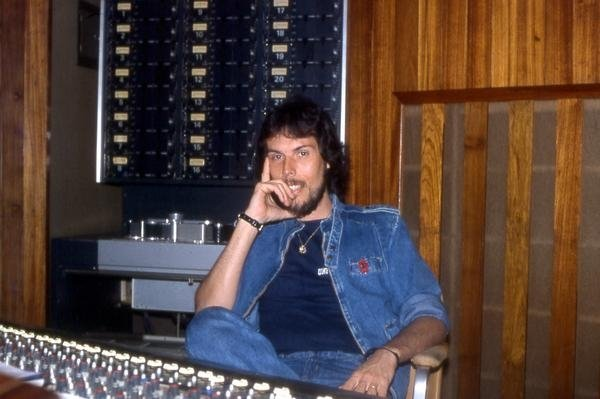
Sérgio em 1981

Sérgio iniciou sua carreira em 1972 como produtor musical na PolyGram, onde permaneceu até 1981. No ano de 1974, produziu um projeto com Leon Russell envolvendo diversos músicos brasileiros, gravado nos estúdios RCA. Em 1975, foi responsável por produzir duas faixas de Mick Jagger (vocalista dos Rolling Stones), que veio ao Brasil para um projeto solo. No ano seguinte, foi um dos responsáveis pela criação do grupo A Cor do Som, que contava com seus irmãos Dadi (baixo) e Mú Carvalho (teclados) como integrantes. Em 1978, esteve à frente de dois especiais de Chico Buarque ("Fados tropicais", para a Rádio Televisão Portuguesa e "Cálice", para a TV Bandeirantes) como diretor musical.

### 1981 a 1994 - Rede Globo
Em 1981, foi contratado pela Rede Globo de Televisão, onde exerceu a função de produtor musical até 1994. Nesse período, foi responsável por diversos especiais de artistas, dos quais destaca-se Roberto Carlos, Rita Lee, Chico Buarque & Caetano Veloso, Jorge Benjor, Djavan, Elba Ramalho, Luiz Gonzaga, Ivan Lins, Leandro & Leonardo e Simone. Assinou ainda a direção musical do Festival dos Festivais e dos projetos "Canta Brasil I e II”, além da produção musical das transmissões dos eventos Hollywood Rock e Free Jazz Festival. Também pela TV Globo realizou a produção musical de trilhas sonoras de novelas e minisséries, como "Fera radical", "Bambolê", "O primo Basílio" e "O Salvador da pátria". No âmbito do cinema, participou dos filmes "Joana, a francesa" (Cacá Diégues), "Se segura, malandro" (Hugo Carvana), "A noiva da cidade" (Alex Viany), "Eu te amo" (Arnaldo Jabor), "O cavalinho azul" (Eduardo Escorel) e "Sole nudo", do diretor italiano Tonino Cervi.
De 1972 a 1994, produziu mais de 100 álbuns, tendo papel fundamental na construção da história da música brasileira. Atuando por PolyGram, TV Globo ou de forma independente, assinou a produção musical e/ou a direção artística de discos envolvendo os maiores nomes da indústria nacional, tais como Chico Buarque, Caetano Veloso, Milton Nascimento, Fafá de Belém, Emílio Santiago, Edu Lobo, Gal Costa, Elba Ramalho, Luiz Melodia, Nara Leão, Simone, Leo Jaime, João Bosco, Francis Hime, MPB-4, Quarteto em Cy, Zizi Possi e Raul Seixas. Realizou também a produção de álbuns de artistas internacionais, como Mercedes Sosa e Ana Belém.

### 1994 a 1997 - BMG
No ano de 1994, assumiu a função de diretor artístico na gravadora BMG, cargo esse que exerceu até 1997. Contando com um grupo de 43 artistas, foi responsável por 97 álbuns de artistas de destaque no panorama nacional, dos quais cita-se Joanna, Zé Ramalho, Roupa Nova, Amado Batista, Chiclete com Banana, Lulu Santos, Fabio Jr., Fagner, além de outros já previamente mencionados. Nesse período, foi responsável ainda pela contratação de grupos que posteriormente tornaram-se expoentes de seus segmentos, tais como Os Morenos (samba) e Pato Fu (pop-rock). Desenvolveu também a carreira do grupo Só Pra Contrariar, que atingiu a vendagem de seis milhões de cópias totais por meio de 4 álbuns, destacando-se o denominado Só Pra Contrariar (1997), primeiro CD a ser premiado com um disco de diamante triplo na história da indústria fonográfica brasileira, por ter atingido o recorde de três milhões de unidades vendidas.
Em 1996, em paralelo às suas atividades como diretor musical da gravadora, produziu o disco Bebadosamba de Paulinho da Viola, que valeu ao compositor e cantor seu primeiro disco de ouro e o Prêmio Sharp em cinco categorias: melhor disco, melhor música, melhor arranjo, melhor cantor e melhor capa.

## Morte
Faleceu no dia 26 de janeiro de 2019, de causas naturais.  Após seu falecimento, diversos nomes de peso da indústria musical brasileira se posicionaram, exaltando seu legado. Roberto Menescal, um dos fundadores do movimento Bossa Nova e um dos principais responsáveis pelo início da trajetória de Sérgio na música, disse: "No dia que eu conheci o Sérgio Carvalho, eu vi, gostei do astral dele e intuitivamente eu falei: vou convidar esse cara para trabalhar comigo. Precisava de um assessor, mas ele não tinha a experiência de trabalhar com música. Mas no primeiro dia conversei com ele e percebi que ele era o cara. Contratei-o e, em menos de um ano, ele já se tornou produtor. Coloquei-o para produzir Gilberto Gil. Trabalhei com ele por uns 10 anos. Foi um cara de um astral fantástico. Só fico satisfeito que ele partiu da mesma forma que levou a vida. Tenho grandes lembranças desse meu amigo.". Já Paulo Sérgio Valle, diretor-presidente da UBC, mencionou: "Era, simplesmente, um excelente produtor. Daqueles que incentivam os compositores, que estimulam a criar, que tiram o melhor da gente. Era obcecado por ouvir coisas novas, por pesquisar sons diferentes. Em resumo, era 'o' produtor". Mauro Ferreira, crítico musical brasileiro, escreveu um artigo sobre a trajetória de Sérgio, no qual destacou: "Nos bastidores da indústria fonográfica, normalmente tensionados por embates cotidianos entre executivos e artistas, Sérgio de Carvalho podia, por vezes, parecer até um estranho no ninho. Porque era uma pessoa leve e tinha o dom de iluminar reuniões e ambientes sisudos, egoicos, com o sorriso de quem parecia estar sempre de bem com a vida.".